# 統一民主マデシ戦線
統一民主マデシ戦線（とういつみんしゅマデシせんせん　英:United Democratic Madhesi Front）はネパールの政党連合。マデシ地方（ネパール南部の低地帯、「タライ」「テライ」とも呼ばれる）に本拠を置く次の三つの政党から構成される。
- 友愛党（Sadbhavana Party）
- タライ・マデシ民主党（Tarai-Madhesh Loktantrik Party）
- マデシ人権フォーラム（Madhesi Jana Adhikar Forum, Nepal）

16日間のマデシ地方のゼネラル・ストライキの末、2008年2月28日、ネパール政府と8項目の合意を取り付ける。この合意により、3党はネパール制憲議会選挙への参加に同意する。詳細な経過はマデシ人権フォーラムの項を参照。